# غوستاف دينيس
غوستاف دينيس (بالفرنسية: Gustave Denis)‏ هو صناعي وسياسي فرنسي، ولد في 20 أغسطس 1833 في فرنسا، وتوفي بنفس المكان في 2 فبراير 1925. حزبياً، نشط في Republican Federation ‏.

## مناصب
- انتخب رئيس general council of Mayenne  [لغات أخرى]‏.
- انتخب  (11 يناير 1920 – 2 فبراير 1925).
- انتخب  (3 يناير 1897 – 6 يناير 1906).
- انتخب  (5 يناير 1879 – 4 يناير 1888).
- انتخب رئيس بلدية [الإنجليزية]‏ Saint-Georges-Buttavent [الإنجليزية]‏.